# Ludendorff (Kreis Labiau)
Ludendorff (bis 1918: Groß Friedrichsgraben II) war ein Ort im ostpreußischen Kreis Labiau. Er gehört heute zu Rasino in der kommunalen Selbstverwaltungseinheit Stadtkreis Polessk im Rajon Polessk.

## Geographische Lage
Ludendorff lag an der Südostküste des Kurischen Haffs östlich des Dorfes Juwendt (1938–1946 Möwenort, heute russisch: Rasino) unweit der Hauptstraße zwischen Labiau (russisch: Polessk) und Gilge (Matrossowo), der heutigen russischen Fernstraße R 514.

## Geschichtliches
Das bis 1918 Groß Friedrichsgraben II genannte Dorf – in Unterscheidung zum Ort Groß Friedrichsgraben I (von 1918 bis 1946 Hindenburg, heute russisch: Belomorskoje) – lag wie sein „Namensvetter“ am Großen Friedrichsgraben (heute russisch: Polesski kanal), der die Deime (russisch: Deima) mit dem Nemonien (Nemonin) und dem Seckenburger Kanal (Primorski kanal) verbindet. Im Jahre 1874 wurde der Ort in den neu errichteten Amtsbezirk Nemonien (ab 1938 „Amtsbezirk Elchwerder“, russisch: Golowkino) eingegliedert, der bis 1945 zum Kreis Labiau im Regierungsbezirk Königsberg in der preußischen Provinz Ostpreußen gehörte.
Im Jahre 1910 zählt Groß Friedrichsgraben II 345 Einwohner. Am 9. August 1918 wurde das Dorf in „Ludendorff“ umbenannt, in Ehrung des Generals Erich Ludendorff. Belief sich die Zahl der Einwohner im Jahre 1933 auf 255, so stieg sie bis 1939 auf 876 an. Der starke Anstieg beruhte darauf, dass sich am 1. April 1939 die Gemeinden Heidendorf und Möwenort (beide heute russisch: Rasino) mit Ludendorff zur neuen Gemeinde Ludendorff zusammenschlossen.
In Kriegsfolge kam Ludendorff mit dem gesamten nördlichen Ostpreußen 1945 zur Sowjetunion.

## Kirche
Groß Friedrichsgraben II mit seiner überwiegend evangelischen Bevölkerung gehörte bis 1853 zum Kirchspiel der Stadtkirche Labiau und kam dann zur Kirche Gilge. Innerhalb des Gilger Kirchspiels wurde 1909 die Kirchengemeinde Juwendt (1938–1946 Möwenort, russisch: Rasino) gebildet, zu deren Pfarrbezirk der dann Ludendorff genannte Ort bis 1945 gehörte. Er lag im Kirchenkreis Labiau in der Kirchenprovinz Ostpreußen der Kirche der Altpreußischen Union.